# Julian Westermann
Julian Westermann (* 19. April 1991 in Münster) ist ein deutscher Fußballspieler.

## Karriere
Julian Westermann wuchs in Everswinkel bei Münster in Westfalen auf. Beim heimischen SC DJK begann er 1995 auch mit dem Fußballspielen. Mit der U-13-Kreisauswahl Münster-Warendorf wurde er Westfalenmeister und wechselte danach mit 13 Jahren zum SC Preußen Münster. Dort spielte er in den weiteren Jugendmannschaften. Dabei gehörte er mit der B-Jugend der Juniorenbundesliga West an, mit der A-Jugend stieg er 2009 in die höchste Spielklasse auf und spielte dort im folgenden Jahr. In der Saison 2009/10 trug er auch die Kapitänsbinde der Nachwuchsmannschaft.
Noch in seinem letzten Jugendjahr bekam der vielseitige Spieler, der in der Abwehr und im Mittelfeld defensiv wie offensiv einsetzbar ist, gegen Saisonende seinen ersten Einsatz in der ersten Mannschaft in der Regionalliga West. Im Jahr darauf stand er zu Beginn dreimal hintereinander in der Startaufstellung. Danach kam er aber fast immer nur noch unregelmäßig als Einwechselspieler zu kürzeren Einsätzen. Trotzdem stieg er mit den Münsteranern 2011 in die 3. Liga auf. Dort hatte er dann am 3. Spieltag der Saison 2011/12 beim 1:0-Sieg gegen Rot-Weiß Oberhausen in den Schlussminuten seinen ersten Kurzauftritt im Profifußball. Bis zum Saisonende kamen noch drei weitere Drittligaspiele hinzu.
Zur Saison 2012/13 wechselte er in die Regionalliga zu Sportfreunde Lotte. Seit dem 1. Juli 2013 ist Julian Westermann vereinslos.

## Erfolge
- Aufstieg in die 3. Liga 2011 mit Preußen Münster
- Aufstieg in die A-Jugend-Bundesliga West 2009 mit Preußen Münster U-19[3]